# Nicolas Frémont d'Ablancourt
Nicolas Frémont d'Ablancourt est un diplomate et littérateur, né à Paris le 5 septembre 1625 et mort à La Haye le 6 octobre 1693. 

## Biographie
Il était neveu, par sa mère, de Perrot d'Ablancourt, et professait la religion réformée. Turenne, son protecteur, l'avait fait nommer ambassadeur en Portugal, puis résident à Strasbourg; mais il fut forcé de quitter la France à la révocation de l'édit de Nantes, et se retira en Hollande, où il devint historiographe de Guillaume d'Orange. 

## Œuvres
Frémont a ajouté à la traduction de Lucien, par Perrot d'Ablancourt, le Dialogue des lettres de l'alphabet et le Supplément à l'Histoire véritable. Il a rédigé lui-même un Dictionnaire des Rimes (1660), refondu depuis par Richelet, un Dialogue de la Santé (1684), et une Histoire de Portugal depuis le traité des Pyrénées, publié après sa mort, 1701.